# Оршова
Оршова (рум. Orșova, чеськ. Oršava) — місто у повіті Мехедінць у Румунії, що має статус муніципію.
Місто розташоване на відстані 294 км на захід від Бухареста, 23 км на північний захід від Дробета-Турну-Северина, 146 км на південний схід від Тімішоари, 120 км на захід від Крайови.

## Населення
За даними перепису населення 2002 року у місті проживали 12 965 осіб.
Національний склад населення міста:
| Національність   | Кількість осіб | Відсоток |
| ---------------- | -------------- | -------- |
| румуни           | 12237          | 94,4%    |
| чехи             | 241            | 1,9%     |
| німці            | 152            | 1,2%     |
| серби            | 109            | 0,8%     |
| цигани           | 100            | 0,8%     |
| угорці           | 93             | 0,7%     |
| турки            | 10             | 0,1%     |
| українці         | 6              | < 0,1%   |
| словаки          | 4              | < 0,1%   |
| італійці         | 4              | < 0,1%   |
| євреї            | 3              | < 0,1%   |
| росіяни-липовани | 2              | < 0,1%   |
| болгари          | 2              | < 0,1%   |
| хорвати          | 1              | < 0,1%   |
| чанго            | 1              | < 0,1%   |

Рідною мовою назвали:
| Мова       | Кількість осіб | Відсоток |
| ---------- | -------------- | -------- |
| румунська  | 12427          | 95,9%    |
| чеська     | 197            | 1,5%     |
| німецька   | 109            | 0,8%     |
| сербська   | 90             | 0,7%     |
| угорська   | 70             | 0,5%     |
| циганська  | 52             | 0,4%     |
| турецька   | 7              | 0,1%     |
| українська | 6              | < 0,1%   |
| італійська | 4              | < 0,1%   |
| російська  | 2              | < 0,1%   |
| хорватська | 1              | < 0,1%   |

Склад населення міста за віросповіданням:
| Релігія                                       | Кількість осіб | Відсоток |
| --------------------------------------------- | -------------- | -------- |
| православні                                   | 11946          | 92,1%    |
| римо-католики                                 | 723            | 5,6%     |
| баптисти                                      | 95             | 0,7%     |
| п'ятдесятники                                 | 47             | 0,4%     |
| реформати                                     | 20             | 0,2%     |
| греко-католики                                | 15             | 0,1%     |
| адвентисти                                    | 12             | 0,1%     |
| бретрени                                      | 12             | 0,1%     |
| мусульмани                                    | 7              | 0,1%     |
| не релігійні                                  | 7              | 0,1%     |
| лютерани                                      | 6              | < 0,1%   |
| юдеї                                          | 4              | < 0,1%   |
| лютерани (Синодально-пресвітеріанська церква) | 3              | < 0,1%   |
| атеїсти                                       | 3              | < 0,1%   |
| лютерани (Аугсбурзького сповідання)           | 2              | < 0,1%   |
| не вказали релігію                            | 2              | < 0,1%   |

## Зовнішні посилання
- Дані про місто Оршова на сайті Ghidul Primăriilor [Архівовано 20 вересня 2012 у Wayback Machine.]